# Cantó de Veira-Monton
El cantó de Veira-Monton és un cantó francès del departament del Puèi Domat, situat al districte de Clarmont d'Alvèrnia. Té 11 municipis i el cap és Veira-Monton.

## Municipis
- Authezat
- Le Cendre
- Corent
- Le Crest
- Les Martres-de-Veyre
- Orcet
- Plauzat
- La Roche-Blanche
- La Sauvetat
- Tallende
- Veira-Monton

## Història
| Data d'elecció                           | Identitat            | Partit        | Qualitat |
| ---------------------------------------- | -------------------- | ------------- | -------- |
| 1961-1979                                | Raymond Deval        | Divers droite |          |
| 1979-1985                                | Paul Bador           | PS            |          |
| 1985-1998                                | Pierre Chabrillat    | UDF           |          |
| 1998-                                    | Jean-Pierre Decombas | Divers gauche |          |
| les dades anteriors no són pas conegudes |                      |               |          |
|                                          |                      |               |          |

## Demografia
| 1962  | 1968  | 1975   | 1982   | 1990   | 1999   | 2007   |
| ----- | ----- | ------ | ------ | ------ | ------ | ------ |
| 7.984 | 9.711 | 13.047 | 17.416 | 21.147 | 22.732 | 23.833 |